# Национальная академия футбола
Фонд «Национальная академия футбола» — организация, созданная в 2004 году Романом Абрамовичем с целью реализации проектов, направленных на всестороннюю поддержку отечественного футбола.

## Общие данные
- Бюджет — 50 млн долларов в год (до кризиса).
- Количество сотрудников — 18.
- Место расположения — Москва.
- Руководитель — Капков, Сергей Александрович (Депутат Государственной Думы Федерального Собрания Российской Федерации от партии Единая Россия)

## Проекты фонда
- Поддержка Российского Футбольного Союза.

Фонд «Национальная академия футбола» оказывал безвозмездную помощь РФС по содержанию тренерского штаба сборной России по футболу (за счет средств фонда получал заработную плату бывший Главный тренер сборной России Гус Хиддинк), также оказывал финансовую поддержку Коллегии футбольных арбитров для покупки систем связи для ведущих судейских бригад России (устройства для переговоров судей во время матчей).
- Центр подготовки молодых футболистов.

Под патронажем Фонда «Национальная академия футбола» развивается ведущий центр подготовки футболистов России — «Академия футбола имени Юрия Коноплева», готовящий резерв для футбольных клубов России и национальной сборной. Более 30 её воспитанников входят в составы молодёжной и юношеских сборных.
- Строительство футбольных полей[4].

Фонд финансировал строительство футбольных полей с искусственным покрытием последнего поколения для детско-юношеских школ регионов России, затратив на эти цели около 1 миллиарда 100 миллионов рублей. Кроме того, была профинансирована программа по строительству футбольных полей для образовательных учреждений и военных городков Министерства обороны РФ.
- Проведение и поддержка спортивных соревнований.

Три года проводился «Кубок „Первого канала“» по футболу, организованный Фондом совместно с крупнейшим телевизионным каналом России — ОАО «Первый канал». В 2009 году «Кубок первого канала» проведен не был в связи с экономическим кризисом. Помимо этого, Фондом «Национальная академия футбола» оказывается поддержка РФС — организатору Мемориала В. А. Гранаткина и Кубка чемпионов Содружества.
- Продажа футболистов.

Были проданы такие футболисты как Алан Дзагоев, Дмитрий Рыжов, Александр Столяренко, Антон Власов (все ЦСКА), Денис Щербак, Евгений Песегов (оба «Крылья Советов» Самара), Артур Юсупов («Динамо» Москва), Игорь Горбатенко («Спартак» Москва).

## Прекращение работы
Фонд прекратил свою работу в 2013 году, потратив на все свои мероприятия около 200 млн. долларов. По заявлению представителя компании Millhouse, подконтрольной Абрамовичу, фонд выполнил все свои задачи к этому моменту. Позже источники, близкие к Абрамовичу, сообщили, что курирование развития футбола в стране будет возложено на компанию «Газпром».